# 자사그투칸부

1915년 당시의 외몽골의 외할하부 영역

자사그투 칸(札薩克圖汗) 또는 자사그투 칸부(札薩克圖汗部, 몽골어:ᠵᠠᠰᠠᠭᠲᠤ ᠬᠠᠨ ᠠᠶᠢᠮᠠᠭ，키릴 문자:Засагт хан аймаг) 혹은 자사그투 칸부(扎薩克圖汗部)는 17세기 초부터 1923년 청나라와 중화민국 시대의 몽골 칸부의 일종으로, 몽골 할하부에서 분할된 할하4부 중 하나이며, 지도자의 호칭은 자사그투 칸이다. 할하 우익에서 출발하였다. 투시예드칸부, 세첸칸부와 함께 3칸부로 불린다. 1923년 몽골 인민 공화국 건국 후 폐지, 해체되었다. 1688년 청나라 때에 복속되어 1691년 자크비라 세친비둘 노엘맹(札克畢拉色欽畢都爾諾爾盟, ᠵᠠᠭ ᠭᠣᠣᠯ ᠤᠨ ᠡᠬᠢ ᠪᠢᠳᠤᠷᠢᠶ᠎ᠠ ᠨᠠᠭᠤᠷ ᠤᠨ ᠴᠢᠭᠤᠯᠭᠠᠨ , Заг голын эх Бидэръяа нуурын чуулган)으로 개편, 자사그투 칸이 직할하는 자사그투부 중기 외 8개의 기로 개편되었다. 자사그투칸부의 칸은 1691년 청나라 황제로부터 화석친왕의 작위를 받았다.
몽골 북원 다얀 카안의 아들 자라이르부의 게르센제 콩타이지의 아들 아시카이가 차하르우익을 형성했고, 아시카이의 손자 라이쿠루 칸은 1580년 혹은 1587년 자립하여 자라이르부를 세웠다. 영지의 동쪽은 사인노얀부로 분할되었다. 청나라에 귀순한 이후로는 17~18세기 중 여러 개의 기로 다시 세분화, 분할되었다.